# Seznam dílů seriálu Hemlock Grove
Toto je seznam dílů seriálu Hemlock Grove. Americký hororový televizní seriál Hemlock Grove byl zveřejněn na Netflixu.

## Přehled řad
| Řada | Díly | Premiéra na Netflixu |
| ---- | ---- | -------------------- |
| 1    | 13   | 19. dubna 2013       |
| 2    | 10   | 11. července 2014    |
| 3    | 10   | 23. října 2015       |

## Seznam dílů

### První řada (2013)
| Č. v seriálu | Č. v řadě | Původní název               | Režie          | Scénář                        | Premiéra na Netflixu |
| ------------ | --------- | --------------------------- | -------------- | ----------------------------- | -------------------- |
| 1            | 1         | Jellyfish in the Sky        | Eli Roth       | Brian McGreevy a Lee Shipman  | 19. dubna 2013       |
| 2            | 2         | The Angel                   | Deran Sarafian | Brian McGreevy a Lee Shipman  | 19. dubna 2013       |
| 3            | 3         | The Order of the Dragon     | Deran Sarafian | Brian McGreevy a Lee Shipman  | 19. dubna 2013       |
| 4            | 4         | In Poor Taste               | David Semel    | Sheila Callaghan              | 19. dubna 2013       |
| 5            | 5         | Hello, Handsome             | David Semel    | Mark Verheiden                | 19. dubna 2013       |
| 6            | 6         | The Crucible                | Deran Sarafian | Daniel Paige                  | 19. dubna 2013       |
| 7            | 7         | Measure of Disorder         | Deran Sarafian | Brian McGreevy a Lee Shipman  | 19. dubna 2013       |
| 8            | 8         | Catabasis                   | David Straiton | Brian McGreevy a Lee Shipman  | 19. dubna 2013       |
| 9            | 9         | What Peter Can Live Without | David Straiton | Rafe Judkins a Lauren LeFranc | 19. dubna 2013       |
| 10           | 10        | What God Wants              | TJ Scott       | Daniel Paige                  | 19. dubna 2013       |
| 11           | 11        | The Price                   | TJ Scott       | Mark Verheiden                | 19. dubna 2013       |
| 12           | 12        | Children of the Night       | Deran Sarafian | Brian McGreevy a Lee Shipman  | 19. dubna 2013       |
| 13           | 13        | Birth                       | Deran Sarafian | Brian McGreevy a Lee Shipman  | 19. dubna 2013       |

### Druhá řada (2014)
| Č. v seriálu | Č. v řadě | Původní název                              | Režie             | Scénář             | Premiéra na Netflixu |
| ------------ | --------- | ------------------------------------------ | ----------------- | ------------------ | -------------------- |
| 14           | 1         | Blood Pressure                             | Spencer Susser    | Evan Dunsky        | 11. července 2014    |
| 15           | 2         | Gone Sis                                   | Vincenzo Natali   | Jennifer Haley     | 11. července 2014    |
| 16           | 3         | Luna Rea                                   | Peter Cornwell    | Peter Blake        | 11. července 2014    |
| 17           | 4         | Bodily Fluids                              | Floria Sigismondi | David Paul Francis | 11. července 2014    |
| 18           | 5         | Hemlock Diego's Policy Player's Dream Book | Sanaa Hamri       | Charles H. Eglee   | 11. července 2014    |
| 19           | 6         | Such Dire Stuff                            | Peter Cornwell    | Evan Dunsky        | 11. července 2014    |
| 20           | 7         | Lost Generation                            | David Straiton    | Jennifer Haley     | 11. července 2014    |
| 21           | 8         | Unicorn                                    | David Petrarca    | Peter Blake        | 11. července 2014    |
| 22           | 9         | Tintypes                                   | Billy Gierhart    | David Paul Francis | 11. července 2014    |
| 23           | 10        | Demons and the Dogstar                     | David Straiton    | Charles H. Eglee   | 11. července 2014    |

### Třetí řada (2015)
| Č. v seriálu | Č. v řadě | Původní název               | Režie            | Scénář                                                 | Premiéra na Netflixu |
| ------------ | --------- | --------------------------- | ---------------- | ------------------------------------------------------ | -------------------- |
| 24           | 1         | A Place to Fall             | Russell Lee Fine | David Paul Francis                                     | 23. října 2015       |
| 25           | 2         | Souls on Ice                | Coky Giedroyc    | Travis Jackson a Nader Navidi                          | 23. října 2015       |
| 26           | 3         | The House in the Woods      | David Straiton   | Peter Blake                                            | 23. října 2015       |
| 27           | 4         | Every Beast                 | Marc Jobst       | Evan Dunsky                                            | 23. října 2015       |
| 28           | 5         | Boy in the Box              | David Straiton   | Charles H. Eglee                                       | 23. října 2015       |
| 29           | 6         | Pendant                     | Jim O'Hanlon     | Peter Blake                                            | 23. října 2015       |
| 30           | 7         | Todos Santos"               | Jonathan Amiel   | Evan Dunsky                                            | 23. října 2015       |
| 31           | 8         | Dire Night on the Worm Moon | Carl Tibbetts    | Travis Jackson a Nader Navidi                          | 23. října 2015       |
| 32           | 9         | Damascus                    | Russell Lee Fine | David Paul Francis                                     | 23. října 2015       |
| 33           | 10        | Brian's Song                | Russell Lee Fine | Charles H. Eglee, Lorna Clarke Osunsanmi a Peter Blake | 23. října 2015       |